# Nguyên tố tổng hợp

Nguyên tố tổng hợp được
Nguyên tố phóng xạ hiếm,được tìm thấy dựa trên phương pháp tổng hợp

Nguyên tố tổng hợp bao gồm 24 nguyên tố hóa học không xuất hiện tự nhiên trên Trái Đất: chúng được tạo ra bởi sự điều khiển của con người đối với các hạt sơ cấp trong lò phản ứng hạt nhân hoặc máy gia tốc hạt, hoặc kích nổ bom nguyên tử; và do đó được gọi là "tổng hợp" hoặc "nhân tạo". Các nguyên tố tổng hợp là những nguyên tố có số nguyên tử 95-118, như thể hiện bằng màu tím trên bảng tuần hoàn đi kèm: 24 nguyên tố này được tạo ra từ 1944-2010. Cơ chế tạo ra nguyên tố tổng hợp là buộc các proton bổ sung vào hạt nhân của 1 nguyên tố có số nguyên tử thấp hơn 95. Tất cả các nguyên tố tổng hợp đều không ổn định, nhưng chúng phân rã với tốc độ rất khác nhau: thời gian bán hủy của chúng dao động từ 15,6 triệu năm đến vài trăm micro giây.
Plutoni, số nguyên tử 94, được tổng hợp lần đầu tiên vào năm 1940, là nguyên tố có số lượng proton lớn nhất (và số nguyên tử tương đương) là không tổng hợp, và cực kỳ nổi tiếng do được sử dụng trong bom nguyên tử và lò phản ứng hạt nhân.[2] Không có nguyên tố nào có số nguyên tử lớn hơn 99 có công dụng ngoài nghiên cứu khoa học, vì chúng có chu kỳ bán rã cực ngắn, và do đó chưa bao giờ được sản xuất với số lượng lớn.
7 nguyên tố khác được tạo ra một cách nhân tạo - và do đó ban đầu được coi là tổng hợp - sau đó được phát hiện tồn tại trong tự nhiên với số lượng dấu vết. Đầu tiên, tecneti, được tạo ra vào năm 1937.

## Thuộc tính
Bất kỳ nguyên tố nào có số nguyên tử lớn hơn 94 hiện diện khi hình thành Trái Đất khoảng 4,6 tỷ năm trước đã phân rã đủ nhanh thành các nguyên tố nhẹ hơn so với tuổi của Trái Đất mà bất kỳ nguyên tử nào trong số các nguyên tố này có thể tồn tại khi Trái Đất hình thành từ lâu mục nát. Nguyên tử của các nguyên tố tổng hợp hiện có trên Trái Đất là sản phẩm của bom nguyên tử hoặc thí nghiệm liên quan đến lò phản ứng hạt nhân hoặc máy gia tốc hạt, thông qua phản ứng tổng hợp hạt nhân hoặc hấp thụ neutron.
Khối lượng nguyên tử cho các yếu tố tự nhiên được dựa trên phong phú bình quân gia quyền của tự nhiên đồng vị xảy ra trong lớp vỏ và Khí quyển Trái Đất. Đối với các nguyên tố tổng hợp, đồng vị phụ thuộc vào các phương tiện tổng hợp, vì vậy khái niệm về sự phong phú của đồng vị tự nhiên không có ý nghĩa. Do đó, đối với các nguyên tố tổng hợp, tổng số nucleon (proton + neutron) của đồng vị ổn định nhất, tức là đồng vị có chu kỳ bán rã dài nhất được liệt kê trong ngoặc là khối lượng nguyên tử.

## Lịch sử

### Tecneti
Nguyên tố đầu tiên phát hiện thông qua tổng hợp là Tecneti khám phá chắc chắn được khẳng định vào năm 1937.[6] Phát hiện này đầy 1 khoảng trống trong bảng tuần hoàn, và thực tế là không có đồng vị ổn định của Tecneti tồn giải thích sự vắng mặt tự nhiên của nó trên Trái Đất (và khoảng cách).[7] Với đồng vị tồn tại lâu nhất của tecneti, 97 Tc, có chu kỳ bán rã 4,21 triệu năm, [8] không còn tecneti nào từ sự hình thành Trái Đất. Chỉ có một chút dấu vết của Tecneti xuất hiện tự nhiên trong lớp vỏ Trái Đất là sản phẩm phân hạch tự phát của uranium-238 hoặc bởi bắt neutron trong quặng molybdenum nhưng Tecneti có mặt tự nhiên trong các ngôi sao khổng lồ đỏ.

### Curi
Nguyên tố tổng hợp hoàn toàn đầu tiên được phát hiện là Curi, được tổng hợp vào năm 1944 bởi Glenn T. Seaborg, Ralph A. James và Albert Ghiorso bằng cách bắn phá plutoni bằng các hạt alpha.

### 8 nguyên tố khác
Những khám phá của Americi, Berkeli và Californi sau đó sớm. Einsteini và Fermi được phát hiện bởi 1 nhóm các nhà khoa học do Albert Ghiorso dẫn đầu vào năm 1952 khi đang nghiên cứu các mảnh vỡ phóng xạ từ vụ nổ của quả bom hydro đầu tiên.[19] Các đồng vị được phát hiện là Einsteini-253, với chu kỳ bán rã 20,5 ngày và Fermi-255, với chu kỳ bán rã khoảng 20 giờ. Những khám phá về Mendelevi, Nobeli và Lawrenci theo sau.

### Rutherfordi và Dubni
Trong thời kỳ Chiến tranh Lạnh, các đội từ Liên Xô và Hoa Kỳ đã độc lập phát hiện ra Rutherfordi và Dubni. Việc đặt tên và tín dụng cho việc phát hiện ra các yếu tố này vẫn chưa được giải quyết trong nhiều năm, nhưng cuối cùng tín dụng chung đã được IUPAC / IUPAC công nhận vào năm 1992. Năm 1997, IUPAC quyết định đặt tên Dubni cho tên thành phố Dubna nơi nhóm Nga tạo ra những khám phá vì tên do người Mỹ chọn đã được sử dụng cho nhiều yếu tố tổng hợp hiện có, trong khi tên Rutherfordi (được chọn bởi đội Mỹ) đã được chấp nhận cho nguyên tố 104.

### 12 nguyên tố cuối
Trong khi đó, nhóm nghiên cứu của Mỹ đã phát hiện ra Seaborgi, và 6 yếu tố tiếp theo đã được phát hiện bởi 1 đội Đức: Bohri, Meitneri, Darmstadti, Roentgeni và Copernici. Nguyên tố 113, Nihoni, được phát hiện bởi 1 đội Nhật Bản; cuối cùng 5 yếu tố được biết đến: Flerovi, Moscovi, Livermori, Tennessine và Oganesson, được phát hiện bởi sự hợp tác Nga-Mỹ và hoàn thành hàng thứ 7 của bảng tuần hoàn.

## Danh sách các nguyên tố tổng hợp
Các nguyên tố sau không xuất hiện tự nhiên trên Trái Đất. Tất cả đều là nguyên tố transurani và có số nguyên tử từ 95 trở lên.
| Tên nguyên tố | Ký hiệu hóa học | Số nguyên tử | Lần đầu phát hiện             |
| ------------- | --------------- | ------------ | ----------------------------- |
| Americi       | Am              | 95           | 1944                          |
| Curi          | Cm              | 96           | 1944                          |
| Berkeli       | Bk              | 97           | 1949                          |
| Californi     | Cf              | 98           | 1950                          |
| Einsteini     | Es              | 99           | 1952                          |
| Fermi         | Fm              | 100          | 1952                          |
| Mendelevi     | Md              | 101          | 1955                          |
| Nobeli        | No              | 102          | 1966                          |
| Lawrenci      | Lr              | 103          | 1971                          |
| Rutherfordi   | Rf              | 104          | 1966 (Liên Xô), 1969 (Hoa Kỳ) |
| Dubni         | Db              | 105          | 1968 (Liên Xô), 1970 (Hoa Kỳ) |
| Seaborgi      | Sg              | 106          | 1974                          |
| Bohri         | Bh              | 107          | 1981                          |
| Hassi         | Hs              | 108          | 1984                          |
| Meitneri      | Mt              | 109          | 1982                          |
| Darmstadti    | Ds              | 110          | 1994                          |
| Roentgeni     | Rg              | 111          | 1994                          |
| Copernixi     | Cn              | 112          | 1996                          |
| Nihoni        | Nh              | 113          | 2003-2004                     |
| Flerovi       | Fl              | 114          | 1999                          |
| Moscovi       | Mc              | 115          | 2003                          |
| Livermori     | Lv              | 116          | 2000                          |
| Tennessine    | Ts              | 117          | 2010                          |
| Oganesson     | Og              | 118          | 2002                          |

## Các nguyên tố khác thường được sản xuất thông qua tổng hợp
Tất cả các nguyên tố có số nguyên tử 1-94 có xuất hiện tự nhiên trên Trái Đất (ít nhất là với số lượng dấu vết), nhưng các nguyên tố sau thường được sản xuất thông qua tổng hợp. Tecneti, Promethi, Astatin, Neptuni và Plutoni đã được phát hiện thông qua tổng hợp trước khi được tìm thấy trong tự nhiên.
| Tên nguyên tố | Kí hiệu hóa học | Số nguyên tử | Lần đầu phát hiện |
| ------------- | --------------- | ------------ | ----------------- |
| Tecneti       | Tc              | 43           | 1937              |
| Promethi      | Pm              | 61           | 1945              |
| Poloni        | Po              | 84           | 1898              |
| Astatin       | At              | 85           | 1940              |
| Franci        | Fr              | 87           | 1939              |
| Actini        | Ac              | 89           | 1902              |
| Protactini    | Pa              | 91           | 1913              |
| Neptuni       | Np              | 93           | 1940              |
| Plutoni       | Pu              | 94           | 1940              |